# Nagy borostyánkőcsiga
A nagy borostyánkőcsiga (Succinea putris) Magyarországon is honos, a tüdőscsigákhoz tartozó szárazföldi csigafaj.

## Külalakja

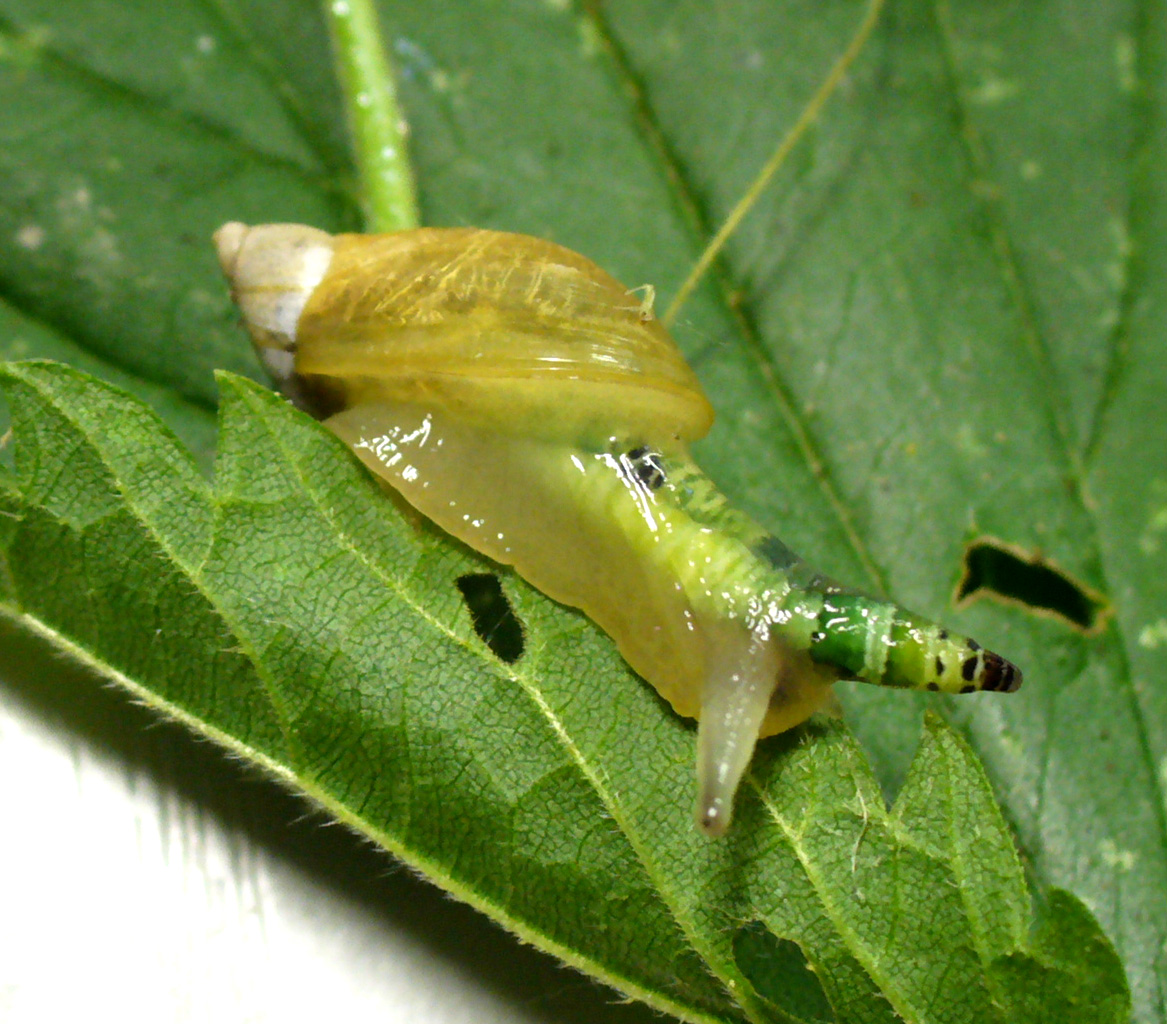
Parazitával fertőzött borostyánkőcsiga.

A csigaház 15–32 mm magas, 7–17 mm széles és három vagy négy kanyarulatból áll. A hosszúkás és tojásdad ház nagy részét az utolsó kanyarulat teszi ki. Héja igen vékony, vörösessárga borostyánszín vagy zöldessárga, kissé áttetsző. Maga az állat többnyire sárgásszürke színű, de előfordul a halványsárgától a sötétbarnáig több színváltozatban is. Szemei a tapogatói végén ülnek.

## Elterjedése és életmódja
A borostyánkőcsiga az északi részek kivételével egész Európában és Nyugat-Ázsiában megtalálható. Vízhez kötött faj, vízparti bozótosokban, nedves réteken, mocsarakban és holtágakban él. A kiszáradást nem bírja, ellenben teste sokszor annyi vizet vesz fel, hogy képtelen házába visszahúzódni. Ha vízbe esik, hosszabb időt is el tud tölteni víz alatt, míg kimászik a szárazra. Bomló és friss növényi részekkel táplálkozik. A telet az elszáradt növényzet alatt vagy a laza földben tölti. A többi szárazföldi csigához hasonlóan hímnősek, petéit 20-30-as (maximum 90) csomagokban rakja le kövekre, levelekre vagy a talajra. A kis csigák a petéből a hőmérséklettől függően 11-21 nap alatt kelnek ki. Élettartamuk kb. két év. 

## Parazitái
A borostyánkőcsigák köztesgazdái a madarakat fertőző Leucochloridium paradoxum laposféregnek. A parazita a madárürülékből kerül a csigába, ahol annak emésztőrendszerében megnövekedve a gazdaállat csápjába furakodik és ott színeivel és lüktető mozgással igyekszik a madarak figyelmét felkelteni. A madarak a csiga csápját hernyóval vagy lárvával tévesztik össze, lecsípik és ilyen módon zárul be a laposféreg életciklusa.
A nagy borostyánkőcsiga Magyarországon nem védett.

## Külső hivatkozások
- Fajleírás (angol nyelven)
- Fotók egy parazitával fertőzött csigáról

## Fordítás
- Ez a szócikk részben vagy egészben  a   Gemeine Bernsteinschnecke című német Wikipédia-szócikk ezen változatának fordításán alapul.  Az eredeti cikk szerkesztőit annak laptörténete sorolja fel. Ez a jelzés csupán a megfogalmazás eredetét és a szerzői jogokat jelzi, nem szolgál a cikkben szereplő információk forrásmegjelöléseként.